# Anthony Pellicano
Anthony Pellicano (né le 22 mars 1944 à Chicago) est un détective privé basé à Los Angeles spécialisé dans les affaires concernant les stars du cinéma.

## Carrières
De nombreux acteurs et stars comme Tom Cruise, Chris Rock, Demi Moore et Michael Jackson ont déjà fait appel à ses services, souvent via leurs avocats respectifs.
À titre d'exemple, en 2006, John McTiernan, le réalisateur de Die Hard, a reconnu avoir embauché le détective privé Anthony Pellicano. Ce dernier a mis sur écoute le producteur Charles Roven, avec qui il avait travaillé en 2002 sur le film Rollerball. 
Il se vantait d'être le plus riche des détectives de la région et aurait obtenu de nombreuses victoires auprès de ses clients par des méthodes illégales en plaçant des écoutes téléphoniques chez les adversaires de ses clients et en obtenant des renseignements par le biais de policiers corrompus.

## Problèmes avec la justice
Ses ennuis commenceront le jour où l'acteur Steven Seagal fera appel à lui afin qu'il puisse tenter de faire taire la journaliste Anita Busch, qui enquêtait sur les rumeurs de lien que Seagal entretenait avec la mafia. La reporter du Los Angeles Times sera même menacée de mort par Alexander Proctor, l'homme de main de Pellicano. Ce dernier, arrêté par le FBI en 2002, dénoncera son patron comme étant le commanditaire de l'intimidation. En novembre de la même année, les agents fédéraux font une descente dans le bureau du détective et trouvent deux grenades, des armes et des centaines de bandes audio, ainsi que des millions de pages de transcriptions écrites, produit des écoutes téléphoniques illicites de dizaines de personnalités hollywoodiennes.
Pellicano fut arrêté à son tour et incarcéré pendant 30 mois pour possession illégale d'armes de guerre. Son procès a commencé en 2008 : il est inculpé de cent dix chefs d'accusation, allant d'écoutes téléphoniques illégales à l'intimidation de témoins, en passant par la corruption de fonctionnaires, etc.
Plusieurs personnalités influentes d'Hollywood sont appelées à témoigner pour son procès, comme Michael Ovitz, Bertram Fields et Brad Grey.
Les démêlés avec la justice d'Anthony Pellicano en 2008 l'ont amené à purger une peine de 15 ans de prison dans une prison fédérale des États-Unis.